# フランク・バイニマラマ
ジョサイア・ヴォレンゲ・バイニマラマ（英語: Josaia Voreqe Bainimarama、1954年4月27日 - ）、通称フランク・バイニマラマ（英語: Frank Bainimarama）は、フィジーの海軍軍人、政治家。元海軍司令官。2007年から2022年まで同国首相を務めた。首相職のかたわら、情報、内務、拓殖、公益事業、先住民・多民族担当、財務、外務などの閣僚も一時的に兼務してきた。

## 経歴

### 人物
タイレブ州のカバ半島にあるキウバ村の出身である。兄弟のラトゥ・メリ・バイニマラマとラトゥ・ティモシ・バイニマラマは、2人とも高級官僚である。カトリック系の学校で教育を受け、スバのメアリスト・ブラザーズ高校を卒業したが、本人はフィジーおよびロツマ・メソジスト教会の信徒である。妻のマリア・マキタレナとの間に、6人の子供と数人の孫がいる。スポーツが大好きで、特にラグビーユニオンと陸上競技に情熱を注いでおり、フィジー・ラグビー連盟の会長を務めている。また、軍事史や時事問題にも関心がある。

### 政治経歴
バイニマラマはこれまでに2度、フィジーの国家権力を掌握している。1度目は2000年5月29日から7月13日にかけて、ジョージ・スペートが首謀したクーデター後の暫定軍事政府議長を務めたときで、その後、ジョセファ・イロイロ新大統領に権力を委譲した。バイニマラマはライセニア・ガラセ首相の政権の後ろ盾となったが、政府がクーデター関係者に対する寛容な政策を示すと両者の関係は緊迫化し、2006年12月5日、バイニマラマはガラセ政権を転覆させて「不承不承ながら」大統領の権限を引き継ぐと発表した。バイニマラマは2007年1月4日にイロイロを大統領に復帰させ、その翌日にはイロイロから暫定首相に指名された。2008年10月、最高裁判所はこの任命を合法とした。
しかし、2006年のクーデターで民政を解体させたのは非合法だったと控訴審が裁定したため、2009年4月9日、バイニマラマは暫定首相を辞職した。イロイロ大統領は当時、「バイニマラマは憲法を停止し、全ての権力を掌中に収め、司法の判断を無視した」と述べたが、そのわずか24時間後にバイニマラマを首相に再任した。4月24日には、イロイロから「顕著な功績と最大級の優秀さ、フィジーへの貢献と大いなる人間性」を讃えられ、フィジー勲章を叙された。メディアはバナナ共和国とイギリスのガールズバンド「バナナラマ」を組み合わせて、フィジーを「バイニマラマ共和国」だと揶揄した。2009年の一連の政争は、バイニマラマがスリランカ系の裁判官を任用しようとしたことに端を発したものだが、彼は同年4月に追放されている。
2009年11月3日には、オーストラリアとニュージーランドの大使に24時間の猶予を与えて国外追放した。
60歳となった2014年3月31日をもって軍を離れ、同年9月22日より正式な首相となった。
2020年4月17日の内閣改造で外務大臣を兼任。2022年5月30日にフィジーで開催された第二回中国・太平洋島嶼国外相会議では中国の王毅外相と共同議長を務めた。
2022年12月に行われた総選挙では、フィジーファースト党が第1党となったが、首相選出に必要な過半数には届かず、野党3党の連立交渉により政権交代が実現した。その際、集計結果や連立合意をめぐり治安出動が要請されるなど一時緊張が高まった。なお、武力ではなく投票による政権交代はフィジーで初めてであった。
2023年3月9日、首相在任中の2019年に南太平洋大学の不正会計についての警察の捜査に介入して打ち切らせたとして、職権乱用などの疑いで訴追された。翌10日に保釈され、無罪を主張し争う姿勢を示した。
同年10月に裁判所が無罪判決を言い渡した。検察側が上訴し、2024年3月14日に高等裁判所が有罪を認定し下級審に差し戻した。同月28日、下級審は健康悪化を理由に実刑を免除する判決を言い渡した。検察側は判決を不服として即日上訴した。同年5月9日、高等裁判所が禁錮1年の実刑判決を言い渡した。

## 政策・主張

### 君主制
バイニマラマは首相時代、執務室にかつてフィジー女王を兼ねていたエリザベス2世と王配エディンバラ公の写真を立てていた。彼自身、「私は女王に忠誠を誓っている。フィジーには多くの国民がいる。私が願ってやまないのは君主の復位、フィジー女王の再現だ」と、君主制を支持している。しかし、バイニマラマ政権では2012年に女王公式誕生日を祝日から廃止し、紙幣や硬貨にある女王の肖像をフィジーの国章に取り替えた。

### 国旗変更論者
フィジー国旗に描かれたユニオンジャックは植民地時代の象徴であるとして、これを外すべきとの持論を持つ。2015年2月には国旗変更計画を発表したものの、野党などからは反対の声が上がった。翌2016年8月に行われたリオデジャネイロオリンピックでフィジーは7人制ラグビーで史上初の金メダルを獲得し、バイニマラマは国民が国旗をはためかせ喜ぶ光景に感動したとして、国旗変更の持論は維持しつつも変更計画を撤回すると発表。変更のために用意していた予算は同年2月に同国で発生した大型サイクロン被害の復旧に充てることとした。